# Sångvaktel
Sångvaktel (Dactylortyx thoracicus) är en centralamerikansk fågel i familjen tofsvaktlar inom ordningen hönsfåglar. Den lever tillbakadraget på marken i skogsområden, men kan avslöjas genom sitt nästan öronbedövande läte, därav namnet. Arten minskar i antal, men inte tillräckligt kraftigt för att anses vara hotad.

## Utseende och levnadssätt
Sångvakteln är en liten hönsfågel med rostfärgat ansikte och grå kropp hos hanen, hos honan tvärtom grått ansikte och rostfärgad kropp. Den för ett tillbakadraget liv i skogsbelägen undervegetation och ses sällan, men kan höras krafsa ljudligt med fötterna bland döda löv likt höns. Vid upptäckt springer den hellre iväg än tar till vingarna. Lätet som avges i början och slutet av dagen är mycket ljudlig, med första tonerna lika mindre tinamons sång men som sedan bryter ut i ett nästan öronbedövande ljud.

## Utbredning och systematik
Sångvaktel placeras som enda art i släktet Dactylortyx. Arten förekommer i Belize, El Salvador, Guatemala, Honduras och Mexiko, där den lever i subtropiska eller tropiska torra skogsområden, fuktiga låglandskogar och fuktiga bergsskogar. Den delas in i hela elva underarter med följande utbredning:
- Dactylortyx thoracicus pettingilli – sydvästra Tamaulipas och sydöstra San Luis Potosí, i östra Mexiko
- Dactylortyx thoracicus thoracicus – nordöstra Puebla och centrala Veracruz, i östra Mexiko
- Dactylortyx thoracicus sharpei – Campeche, Yucatán och Quintana Roo till Petén i Guatemala
- Dactylortyx thoracicus paynteri – sydcentrala Quintana Roo, i södra Mexiko
- Dactylortyx thoracicus devius – Jalisco, västra Mexiko
- Dactylortyx thoracicus melodus – centrala Guerrero, i västra Mexiko
- Dactylortyx thoracicus chiapensis – södra Mexiko, från sydöstra Oaxaca till centrala Chiapas
- Dactylortyx thoracicus dolichonyx – södra Mexiko, Sierra Madre de Chiapas och västra Guatemala
- Dactylortyx thoracicus salvadoranus – högländer i El Salvador
- Dactylortyx thoracicus fuscus – centrala Honduras (bergsområdet Francisco Morazán i departementet Tegucigalpa)
- Dactylortyx thoracicus conoveri – Olancho, Honduras

## Status och hot
Arten har ett stort utbredningsområde och en stor population, men tros minska i antal, dock inte tillräckligt kraftigt för att den ska betraktas som hotad. Internationella naturvårdsunionen IUCN listar därför arten som livskraftig (LC).

## Taxonomi och namn
Sångvakteln beskrevs vetenskapligt 1848 av William Gambel. Dess vetenskapliga artnamn thoracicus betyder "av bröstet", medan släktesnamnet Dactylortyx är en sammansättning av grekiskans daktulos för ”tå” och ortux, "quail".